# François Perrier (general)
François Perrier (Valleraugue, 18. travnja 1833. — Montpellier, 20. veljače 1888.), bio je francuski general i geodet.
Perrier je vodio podrijetlo od protestantske obiltelji iz Cevennena, pohađao je školu u Nimesu a studirao je od 1853. do 1857. na École polytechnique. Poslije toga službovao je u vojsci, od 1860. kao satnik, od 1874. kao bojnik u konjici, 1879. postaje potpukovnik a 1887. brigadni general.
Objavio je 1861. radove o kompatibilnosti triangulacije Engleske i Francuske a 1865. rad o triangulaciji Korzike. Član ureda za mjere postaje 1875. a voditelj kartografskih službi francuske vojske postaje 1879. Član akademije znanosti postaje 1880. a bio je i član komisije u Berlinu koja je trebala uspostaviti grčko-tursku granicu. Na Floridi je 1882. promatrao Venerin prijelaz. Sudjelovao je također na kartografiji Alžira.
Njegovo ime nalazi se na popisu 72 znanstvenika ugraviranih na Eifellovom tornju. 

## Vanjske poveznice
- Životopis u La Nature  (fra.)